# Bactrocera gnetum
Bactrocera gnetum
 es una especie de díptero que Drew y Albany Hancock describieron por primera vez en 1995. Bactrocera gnetum pertenece al género Bactrocera de la familia Tephritidae. Esta especie como plaga agrícola ha sido atacada por los agricultores en Fiji.